# West Chiltington
West Chiltington – wieś w Anglii, w hrabstwie West Sussex, w dystrykcie Horsham. Leży 27 km na północny wschód od miasta Chichester i 66 km na południe od Londynu. W 2001 miejscowość liczyła 3315 mieszkańców.